# Vattenfall Cyclassics de 2010
A 15.ª edição da Vattenfall Cyclassics teve lugar a 15 de agosto de 2010.  Trata-se da duodécima prova do UCI ProTour de 2010 e a 20.ª prova do Calendário mundial UCI de 2010.
A vitória volta pelo segundo ano de continuação ao Americano Tyler Farrar à saída de um sprint em massa.

## Percurso
A Vattenfall Cyclassics é um circuito de 216,6 km através da cidade alemã de Hamburgo e seus subúrbios. O percurso da carreira está acidentado e com cotas. Os corredores encadeiam as pequenas cotas e as estradas planas.

## Contexto

### UCI ProTour de 2010
A Vattenfall Cyclassics é a duodécima prova da UCI ProTour de 2010.

### Equipas participantes e líderes
Todas as equipas ProTour são presentes. As equipas continentais convidadas são a Vacansoleil e a BMC.

## Relato da carreira
Cinco corredores escapam-se rapidamente do pelotão principal, Nikolai Trusov (Katusha), Sebastian Lang (Omega Pharma-Lotto), Gatis Smukulis (Ag2r La Mundial), Anthony Geslin (FDJ) e Robin Chaigneau (Skil-Shimano). A separação atingirá durante a corrida uma vantagem máxima de 16 minutos e 30 segundos.
Os escapados passam pela primeira vez no Waseberg, a 65 km da chegada, com um avanço de 7 minutos e 45 segundos. Após a ascensão, Trusov ataca no grupo de cabeça e está seguido por Smukulis e Geslin. A trinta quilómetros da chegada. a separação por relatório ao pelotão já não é que de 2 minutos 50 segundos para os três homens de frente. As principais equipas dos velocistas, a saber Garmin-Transitions, Team Sky, Lampre-Farnese Vini e Milram giram a perseguição por trás das escapadas.
Apesar de ataques de Philippe Gilbert (Omega Pharma-Lotto), Filippo Pozzato (Katusha) ou do  jovem Peter Sagan (Liquigas-Doimo), a vitória joga-se uma nova vez ao sprint. Durante o último quilómetro, o pelotão está trazido a grande velocidade pela equipa Team Sky para lançar o sprint nas melhores condições para o Norueguês Edvald Boasson Hagen. Não obstante, lança o seu sprint demasiado temporã a 300 metros da chegada para estar quase a ganhar, o que permite ao Americano Tyler Farrar (Garmin) e ao Alemão André Greipel (HTC-Colombia) de voltar na parte. É finalmente Farrar que consegue o sprint e conserva o seu título, enquanto Greipel — que se encontrou bloqueado entre as barreiras e Boasson Hagen — termina em terceira posição.
Farrar resulta o primeiro corredor a realizar o duplicado nesta carreira que tinha conhecido até então 14 vencedores em tanto de edições.

## Classificação final
|     | Corredor             | País           | Equipa            |                                   | Tempo | Pontos UCI |
| --- | -------------------- | -------------- | ----------------- | --------------------------------- | ----- | ---------- |
| 1.  | Tyler Farrar         | Estados Unidos | Garmin-Slipstream | align="right" \|'5 h 02 min 36 se | 80    |            |
| 2.  | Edvald Boasson Hagen | Noruega        | Team Sky          |                                   | m.t   | 60         |
| 3.  | André Greipel        | Alemanha       | Columbia-HTC      |                                   | m.t   | 50         |
| 4.  | Alexander Kristoff   | Noruega        | BMC Racing        |                                   | m.t   | 40         |
| 5.  | Allan Davis          | Austrália      | Astana Pro Team   |                                   | m.t   | 30         |
| 6.  | Daniele Bennati      | Itália         | Liquigas          |                                   | m.t   | 22         |
| 7.  | Tom Leezer           | Países Baixos  | Rabobank          |                                   | m.t   | 14         |
| 8.  | Enrique Mata         | Espanha        | Footon-Servetto   |                                   | m.t   | 10         |
| 9.  | Sébastien Hinault    | França         | AG2R La Mondiale  |                                   | m.t   | 6          |
| 10. | Marco Marcato        | Itália         | Vacansoleil       |                                   | m.t   | 2          |

## Lista dos participantes
| Garmin-Transitions | Saxo Bank | Milram |
| - 01. Tyler Farrar - 02. Jack Bobridge - 03. Julian Dean - 04. Murilo Fischer - 05. Michel Kreder - 06. Martijn Maaskant - 07. Svein Tuft - 08. Matthew Wilson                        | - 11. Matti Breschel - 12. Fränk Schleck - 13. Dominic Klemme - 14. Fabian Cancellara - 15. Lucas Sebastián Haedo - 16. Jens Voigt - 17. Juan José Haedo - 18. Stuart O'Grady       | - 21. Gerald Ciolek - 22. Markus Fothen - 23. Linus Gerdemann - 24. Christian Knees - 25. Luke Roberts - 26. Paul Voss - 27. Fabian Wegmann - 28. Peter Wrölich                              |
| Astana Pro Team | Katusha | Liquigas-Doimo |
| - 31. Allan Davis - 32. Scott Davis - 33. Valeriy Dmitriyev - 34. Enrico Gasparotto - 35. Valentin Iglinskiy - 36. Maxim Gourov - 37. Sergey Renev - 38. Mirko Selvaggi               | - 41. Pavel Brutt - 42. Denis Galimzyanov - 43. Robbie McEwen - 44. Sergueï Ivanov - 45. Danilo Napolitano - 46. Filippo Pozzato - 47. Nikolay Trusov - 48. Stijn Vandenbergh       | - 51. Daniele Bennati - 52. Francesco Chicchi - 53. Jacopo Guarnieri - 54. Kristjan Koren - 55. Daniel Oss - 56. Peter Sagan - 57. Elia Viviani - 58. Frederik Willems                       |
| Omega Pharma-Lotto | Rabobank | HTC-Columbia |
| - 61. Mario Aerts - 62. Francis De Greef - 63. Philippe Gilbert - 64. Sebastian Lang - 65. Matthew Lloyd - 66. Gerben Löwik - 67. Mickaël Delage - 68. Jürgen Roelandts               | - 71. Lars Boom - 72. Graeme Brown - 73. Grischa Niermann - 74. Tom Leezer - 75. Nick Nuyens - 76. Bram Tankink - 77. Maarten Tjallingii - 78. Joost Posthuma                       | - 81. Michael Albasini - 82. Lars Ytting Bak - 83. Gert Dockx - 84. Matthew Goss - 85. André Greipel - 86. Marcel Sieberg - 87. Martin Velits - 88. Peter Velits                             |
| RadioShack | Caisse d'Épargne | Lampre-Farnese Vini |
| - 91. Sam Bewley - 92. Matthew Busche - 93. Daryl Impey - 94. Jason McCartney - 95. Grégory Rast - 96. Bjorn Selander - 97. Gert Steegmans - 98. Tomas Vaitkus                        | - 101. Andrey Amador - 102. Vasil Kiryienka - 103. Pablo Lastras - 104. Alberto Losada - 105. Ángel Madrazo - 106. José Joaquín Rojas - 107. Mauricio Soler - 108. Xabier Zandio    | - 111. Alessandro Petacchi - 112. Danilo Hondo - 113. Angelo Furlan - 114. Vitaliy Buts - 115. Mauro Da Dalto - 116. Matteo Bono - 117. Mirco Lorenzetto - 118. David Loosli                 |
| Euskaltel-Euskadi | Quick Step | Team Sky |
| - 121. Mikel Nieve - 122. Igor Antón - 123. Koldo Fernández - 124. Iñaki Isasi - 125. Samuel Sánchez - 126. Aitor Hernández - 127. Rubén Pérez - 128. Alan Pérez                      | - 131. Kevin Hulsmans - 132. Davide Malacarne - 133. Andreas Stauff - 134. Matteo Tosatto - 135. Kevin Van Impe - 136. Marco Velo - 137. Wouter Weylandt - 138. Maarten Wynants     | - 141. Kurt Asle Arvesen - 142. Juan Antonio Flecha - 143. Edvald Boasson Hagen - 144. Mathew Hayman - 145. Gregory Henderson - 146. Ian Stannard - 147. Christopher Sutton - 148. Ben Swift |
| AG2R La Mondiale | FDJ | Footon-Servetto |
| - 151. Martin Elmiger - 152. Kristof Goddaert - 153. Sébastien Hinault - 154. Yuriy Krivtsov - 155. Rene Mandri - 156. Lloyd Mondory - 157. Alexander Efimkin - 158. Gatis Smukulis   | - 161. Mikaël Cherel - 162. Gianni Meersman - 163. Frédéric Guesdon - 164. Anthony Geslin - 165. Matthieu Ladagnous - 166. Yoann Offredo - 167. Jérémy Roy - 168. Wesley Sulzberger | - 171. Félix Vidal Celis - 172. Manuel Cardoso - 173. Markus Eibegger - 174. Fabio Felline - 175. Enrique Mata - 176. Michele Merlo - 177. Martin Pedersen - 178. David Vitoria              |
| BMC Racing | Vacansoleil | Skil-Shimano |
| - 181. Alessandro Ballan - 182. Marcus Burghardt - 183. Alexander Kristoff - 184. John Murphy - 185. Mauro Santambrogio - 186. Florian Stalder - 187. Danilo Wyss - 188. Simon Zahner | - 191. Borut Božič - 192. Michał Gołtemś - 193. Sergueï Lagoutine - 194. Björn Leukemans - 195. Marco Marcato - 196. Alberto Ongarato - 197. Jens Mouris - 198. Frederik Veuchelen  | - 201. Mitchell Docker - 202. Koen de Kort - 203. David Deroo - 204. Floris Goesinnen - 205. Roy Curvers - 206. Tom Veelers - 207. Simon Geschke - 208. Robin Chaigneau                      |